# Wim Hornman
Wilhelmus Johannes Maria (Wim) Hornman (Tilburg, 21 juni 1920 – Heemstede, 3 november 1996) was een Nederlandse auteur van vele oorlogsromans en reisbeschrijvingen. 

Hij begon zijn schrijverscarrière als journalist bij de regionale krant Het Nieuwsblad van het Zuiden. Hij werd door zijn werkgever in 1952 uitgezonden als oorlogscorrespondent naar Korea.
Door de vele verre reizen die hij maakte, kwam hij regelmatig in oorlogssituaties terecht, zodoende kreeg hij voldoende informatie en inspiratie om zijn boeken te schrijven. Daarnaast zijn ook diverse boeken van zijn hand verschenen die handelen over de paardensport.

Samen met zijn vrouw trok hij in de jaren 1955-1956 achttien maanden door Afrika. In 1959 en 1960 reisden ze samen in een Landrover anderhalf jaar door Zuid-Amerika. Ze bezochten er de landen Argentinië, Bolivia, Brazilië, Chili, Colombia, Ecuador, Paraguay, Peru, Uruguay en Venezuela, wat hem weer stof voor een aantal boeken opleverde.

Veel van zijn boeken zijn in diverse talen vertaald en uitgegeven in onder meer Duitsland, Verenigd Koninkrijk, Frankrijk, de Verenigde Staten en Spanje.

## Bibliografie

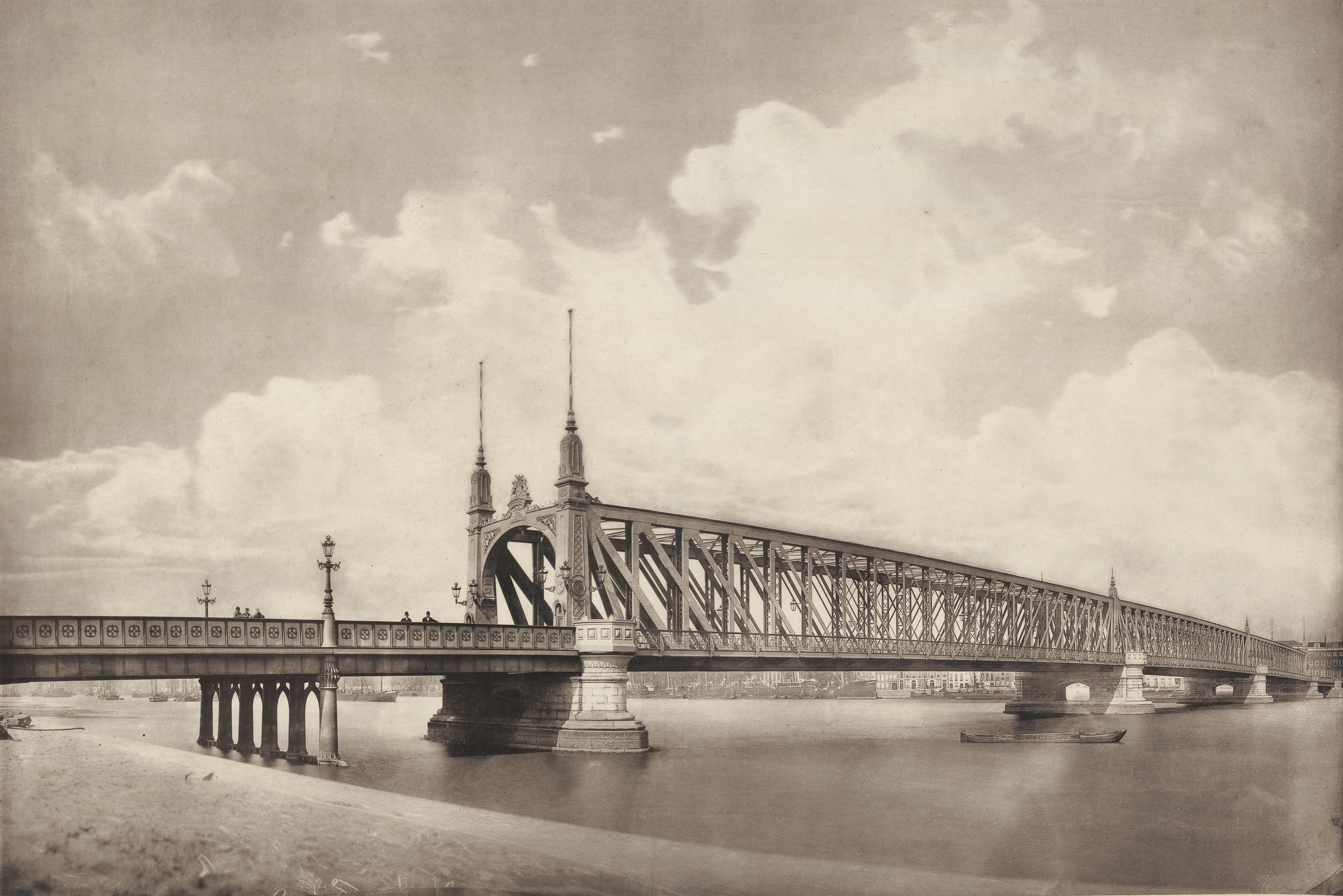
Oude Willemsbrug, Rotterdam

## Onderscheidingen
- Ridder in de Orde van Oranje-Nassau
- Houder van het Kruis voor recht en vrijheid
- Ridder in de Orde van het Heilige Graf

- Gemeinsame Normdatei: 172143713
- Library of Congress Control Number: n90711575
- Nederlandse Thesaurus van Auteursnamen: 073901113
- Système universitaire de documentation: 138589666
- Virtual International Authority File: 266253933
- WorldCat: E39PBJbtt3JPktdCYcCq996Yfq